# Lijst van Préséance in België
De lijst van Voorrang in België regelt de protocollaire volgorde van de hoogste gezagdragers in het Belgisch openbaar leven.

## Diplomatie
Deze lijst geeft een beeld van de volgorde van belangrijkheid die binnen België wordt toegekend aan gezagdragers, bij openbare plechtigheden. Ze heeft geen enkele wettelijke basis en wordt geregeerd door gewoonten en gebruiken. Ze kan ook verschillend zijn, naargelang van de instanties die zo'n lijst hanteren. De meest 'officiële' is die van de protocoldienst van het Ministerie van Binnenlandse Zaken:
1. de Koning, momenteel Koning Filip
2. de Koningin, momenteel Koningin Mathilde
3. Koning Albert en Koningin Paola
4. de Hertogin van Brabant, momenteel Prinses Elisabeth
5. de Prinsen van Koninklijken Bloede.
6. de (Belgische) kardinalen
7. de buitenlandse ambassadeurs geaccrediteerd bij het koninkrijk België, in orde van anciënniteit, met vooraan de Pauselijke Nuntius als deken van het Diplomatiek Korps
8. de voorzitter van het Europees Parlement
9. de voorzitter van de Kamer en de voorzitter van de Senaat, volgens anciënniteit of bij onderling akkoord
10. de voorzitter van de Ministerraad van de Europese Unie
11. de Eerste Minister
12. de vice-eersteministers
13. de voorzitter en leden van de Europese Unie
14. de minister van Buitenlandse Zaken
15. de voorzitter van de Europese commissie
16. de secretaris-generaal van de NAVO
17. de buitenlandse ministers met portefeuille
18. de Belgische ministers met portefeuille
19. de voorzitter van het Internationaal Gerechtshof in Den Haag
20. de voorzitter van het Hof van Justitie van de Europese Gemeenschappen
21. de eerste voorzitter en de procureur-generaal van het Hof van Cassatie
22. de voorzitter van het Grondwettelijk Hof
23. de voorzitter van de Parlementen van de gemeenschappen en gewesten
24. de ministers-presidenten van de gemeenschappen en gewesten (in volgorde van leeftijd)
25. de regeringsleden van de gemeenschappen en gewesten
26. de federale staatssecretarissen en regeringscommissarissen
27. de Belgische staatssecretarissen
28. de grootmaarschalk van het Hof
29. de staatssecretarissen van het Brussels Hoofdstedelijk Gewest
30. de ondervoorzitters en leden van de Commissie van de Europese Unie
31. de Ministers van Staat
32. de gemeenschaps- en gewestministers
33. de eredames van de koningin
34. de rechters van het Internationaal Gerechtshof in Den Haag
35. de rechters, advocaten-generaal en hoofdgriffier van het Hof van Justitie van de Europese Unie
36. de ambassadeurs bij de Europese Unie en bij de Noord-Atlantische Raad
37. de Eerste voorzitter van de Raad van State
38. de auditeur-generaal bij de Raad van State
39. de Eerste voorzitter van het Rekenhof
40. de voorzitter van de Hoge Raad voor de Justitie
41. de hoofden van de Prinselijke en Hertogelijke Families
42. de eregrootmaarschalken van het Hof
43. de kabinetschef van de koning
44. het hoofd van het Militair Huis van de koning
45. de intendant van de Civiele lijst
46. de chef van het Huis van een koninklijke prins
47. de ere-kabinetschef van de koning
48. de erechef van het Militair Huis van de koning
49. de ere-intendant van de Civiele lijst
50. de voormalige eredames van de koningin
51. de voorzitter van het militair comité van de NAVO
52. de opperbevelshebbers van de geallieerde strijdkrachten
53. de generaals bevelhebbers van de militaire gebieden
54. de eerste voorzitters bij de hoven van beroep
55. de procureurs-generaal bij de hoven van beroep
56. de stafchefs van de Lucht- Land- en Zeemacht
57. de permanente militaire vertegenwoordiger bij de NAVO
58. de aartsbisschop van Mechelen-Brussel (indien geen kardinaal)
59. de buitenlandse ambassadeurs geaccrediteerd in het buitenland
60. de secretaris-generaal van het ministerie van Buitenlandse zaken
61. de Belgische ambassadeurs op post in het buitenland
62. de ceremoniemeester van het hof
63. de vleugeladjudanten van de koning
64. de bevelhebbers van SHAPE en SACEUR
65. de provinciegouverneurs
66. de voorzitters van de provincieraden
67. de bisschoppen

De Lijst loopt door tot 178.

## Varia
Er bestaan ook lijsten die gehanteerd worden door andere instellingen zoals steden, ministeries en ambassades.